# Redfern Now
Redfern Now es una serie de televisión dramática australiana transmitida del 1 de noviembre del 2012 hasta el 5 de diciembre del 2013 por la cadena ABC1.
La serie contó con la participación de actores como Ewen Leslie, Ryan Corr, Richard Green, Danny Adcock, Luke Carroll, Noni Hazlehurst, Celia Ireland, Linda Cropper, Steve Bisley, Josef Ber, Chris Haywood, Craig McLachlan, Sibylla Budd, Nathan Page, Aaron Pedersen, Matt Doran, Christopher Morris, Glenn Hazeldine, Aaron McGrath, entre otros.
Redfern Now contó poderosas historias contemporáneas sobre los aborígenes australianos en el suburbio de Redfern, Sídney.
El 9 de abril del 2015 la serie finalizó con la película para la televisión titulada Redfern Now: Promise Me donde participaron los actores Anthony Hayes, Genevieve Lemon, Daniela Farinacci, Deborah Mailman, Wayne Blair, Lisa Flanagan, Rarriwuy Hick, Kelton Pell y Kirk Page.

## Historia
La serie cuenta las historias de seis familias que viven en el mismo vecindario  cuyas vidas se ven alteradas por un suceso aparentemente insignificante.

## Personajes
| Actor            | Personaje   | Trabajo            | N.º de episodios | Temporada         |
| ---------------- | ----------- | ------------------ | ---------------- | ----------------- |
| Wayne Blair      | Aaron Davis | Oficial de Policía | 6                | 2012 - 2013, 2015 |
| Deborah Mailman  | Lorraine    | -                  | 3                | 2012 - 2013, 2015 |
| Lisa Flanagan    | Allie       | -                  | 3                | 2012 - 2013, 2015 |
| Dean Daley-Jones | Indigo      | Boxeador           | 2                | 2012 - 2013       |
| Leah Purcell     | Grace       | -                  | 2                | 2012 - 2013       |
| Ursula Yovich    | Nic Shields | -                  | 2                | 2012 - 2013       |
| Stephen Curry    | Ryan Hobbs  | -                  | 2                | 2012 - 2013       |

### Personajes Recurrentes
| Actor                  | Personaje     | Empleo                 | Episodios | Duración          |
| ---------------------- | ------------- | ---------------------- | --------- | ----------------- |
| Jenny Munro            | Jill          | -                      | 4         | 2012 - 2013, 2015 |
| Rarriwuy Hick          | Robyn Davis   | -                      | 3         | 2012 - 2013, 2015 |
| Leon Stripp            | -             | Oficial de Arresto     | 4         | 2012 - 2013       |
| Ewen Leslie            | Mr. Parish    | -                      | 2         | 2012 - 2013       |
| Marley Sharp           | Eddie Shields | -                      | 2         | 2012 - 2013       |
| Aaron L. McGrath       | Joel Shields  | -                      | 2         | 2012 - 2013       |
| Bruce Carter           | Derek Jackson | -                      | 2         | 2012 - 2013       |
| Tessa Rose             | Coral         | Vendedora de Alimentos | 2         | 2012 - 2013       |
| Katherine Beckett      | Tenile        | -                      | 2         | 2012 - 2013       |
| Patricia Morton-Thomas | Mona Brewster | -                      | 2         | 2012 - 2013       |

### Antiguos Personajes
| Actor              | Personaje     | Trabajo             | N.º de episodios | Temporada |
| ------------------ | ------------- | ------------------- | ---------------- | --------- |
| Rhimi Johnson Page | Danny Blain   | -                   | 2                | 2012      |
| Richard Green      | Nathan        | -                   | 2                | 2012      |
| Mark Saunders      | Neal          | -                   | 2                | 2012      |
| Victoria Kennedy   | -             | Jugadora de Naipes  | 2                | 2012      |
| Gareth Williams    | -             | Oficial de Custodia | 2                | 2012      |
| Jimi Bani          | Peter Gibson  | -                   | 1                | 2012      |
| Kelton Pell        | Raymond       | -                   | 1                | 2012      |
| Shari Sebbens      | Julie         | -                   | 1                | 2012      |
| Miranda Tapsell    | Teneka        | -                   | 1                | 2012      |
| Ernie Dingo        | Ernie Johnson | -                   | -                | 2013      |
| Johnny Lever       | -             | -                   | -                | 2012      |

## Episodios
La primera temporada contó con seis episodios, la segunda temporada también está conformada por seis episodios.

## Premios y nominaciones
| Año  | Categoría                                                | Premio                           | Nominados (as)                                     | Resultado |
| ---- | -------------------------------------------------------- | -------------------------------- | -------------------------------------------------- | --------- |
| 2016 | Most Outstanding Actress                                 | Logie Award                      | Deborah Mailman                                    | Ganó      |
| 2016 | Most Outstanding Supporting Actress                      | Logie Award                      | Rarriwuy Hick                                      | Nominado  |
| 2016 | Best Guest or Supporting Actress – Drama                 | AACTA Award                      | Rarriwuy Hick                                      | Nominada  |
| 2016 | Best Lead Actress – Drama                                | AACTA Award                      | Deborah Mailman                                    | Nominada  |
| 2016 | Best Lead Actor – Drama                                  | AACTA Award                      | Wayne Blair                                        | Nominado  |
| 2016 | Best Cinematography in Television                        | AACTA Award                      | Mark Wareham                                       | Nominado  |
| 2016 | Best Editing in Television                               | AACTA Award                      | Nicholas Holmes                                    | Ganó      |
| 2016 | Best Sound in Television                                 | AACTA Award                      | Rainier Davenport, Ian McLoughlin CAS, Wes Chew... | Nominados |
| 2016 | Best Original Music Score in Television                  | AACTA Award                      | Antony Partos                                      | Nominado  |
| 2015 | Telemovie - Original                                     | AWGIE Award                      | Redfern Now: Promise Me                            | Nominado  |
| 2014 | Outstanding Performance by an Ensemble in a Drama Series | Equity Ensemble Award            | Redfern Now                                        | Ganó      |
| 2014 | TV Drama Series (episodio "Starting Over")               | Australian Directors Guild Award | Rachel Perkins                                     | Ganó      |
| 2014 | TV Drama Series (episodio "Where the Heart Is")          | Australian Directors Guild Award | Adrian Russell-Wills                               | Nominado  |
| 2014 | Most Outstanding Actor                                   | Silver Logie Award               | Kirk Page                                          | Nominado  |
| 2014 | Most Outstanding Newcomer                                | Graham Kennedy Award             | Meyne Wyatt                                        | Nominado  |
| 2014 | Most Outstanding Drama Series                            | Silver Logie Award               | Redfern Now                                        | Ganó      |
| 2014 | Best Lead Actor in a Television Drama                    | AACTA Award                      | Ernie Dingo                                        | Nominado  |
| 2014 | Best Lead Actor in a Television Drama                    | AACTA Award                      | Meyne Wyatt                                        | Nominado  |
| 2014 | Best Television Drama Series                             | AACTA Award                      | Darren Dale & Miranda Dear                         | Ganaron   |
| 2014 | Best Screenplay in Television                            | AACTA Award                      | Steven McGregor                                    | Nominado  |
| 2014 | Best Editing in Television                               | AACTA Award                      | Dany Cooper                                        | Nominado  |
| 2014 | Best Cinematography in Television                        | AACTA Award                      | Jules O’Loughlin                                   | Nominada  |
| 2014 | Best Sound in Television                                 | AACTA Award                      | Grant Shepherd, Wes Chew & Robert MacKenzie        | Nominados |
| 2014 | Best Original Music Score in Television                  | AACTA Award                      | Antony Partos                                      | Ganó      |
| 2013 | Best Television Theme                                    | Screen Music Award               | David McCormack & Antony Partos                    | Nominados |
| 2013 | Best Music for a Television Series or Serial             | Screen Music Award               | David McCormack & Antony Partos                    | Ganaron   |
| 2013 | Television: Series (episodio "Raymond")                  | AWGIE Award                      | Adrian Wills                                       | Nominado  |
| 2013 | Best Direction in a TV Drama Series                      | Australian Director's Award      | Rachel Perkins                                     | Ganó      |
| 2013 | Most Popular Actress                                     | Silver Logie Award               | Deborah Mailman                                    | Nominada  |
| 2013 | Most Outstanding Actress                                 | Silver Logie Award               | Leah Purcell                                       | Nominada  |
| 2013 | Most Outstanding New Talent                              | Graham Kennedy Award             | Shari Sebbens                                      | Ganó      |
| 2013 | Most Outstanding Drama Series                            | Silver Logie Award               | Redfern Now                                        | Ganó      |

## Producción
La serie fue producida por Blackfella Film. Fue desarrollada por escritores indígenas locales con el apoyo del guionista británico Jimmy McGovern.
Contó con los escritores Jon Bell, Michelle Blanchard, Danielle MacLean, Steven McGregor y Adrian Wills.
La cadena ABC confirmó que la serie había sido renovada para una segunda temporada la cual se estrenó el 31 de octubre del  2013.